# Incredulità di san Tommaso (Verrocchio)

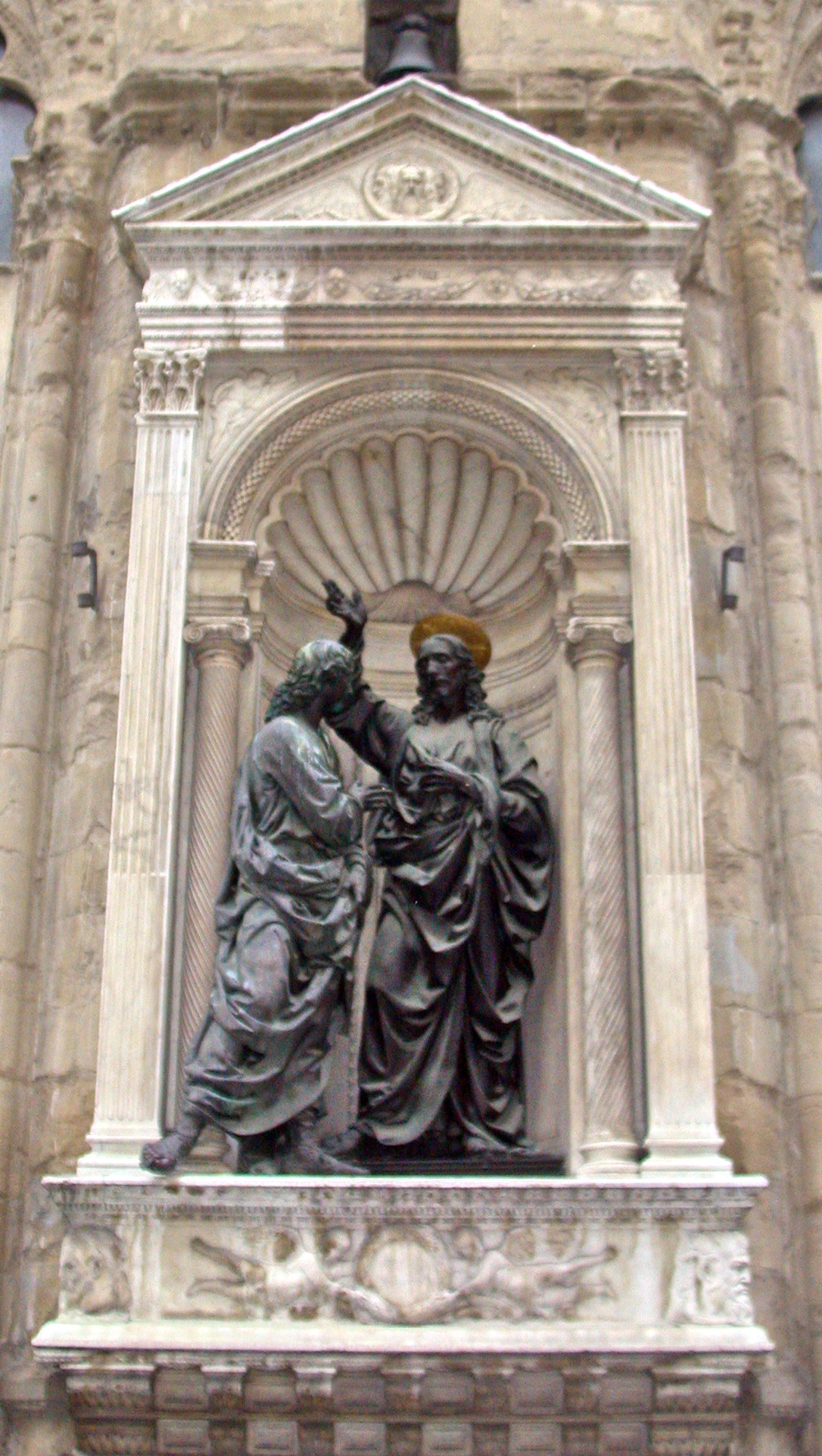
Il tabernacolo

Il gruppo statuario dell'Incredulità di san Tommaso di Andrea del Verrocchio fa parte del ciclo delle quattordici statue dei protettori delle Arti di Firenze nelle nicchie esterne della chiesa di Orsanmichele. Fu commissionata dal Tribunale della Mercanzia e risale al 1466/67-1483. È in bronzo ed è alta 241 (il Cristo) e 203 cm (San Tommaso). È l'unica scultura del gruppo a non essere a tutto tondo: a parte le teste, si tratta infatti di un altorilievo cavo privo del lato posteriore. Oggi si trova conservata all'interno del Museo di Orsanmichele, mentre all'esterno è sostituita da una copia.

## Storia
L'edicola centrale sulla via principale (via dei Calzaiuoli) era riservata al Tribunale di Mercatanzia, l'organo che disciplinava le questioni giuridiche e amministrative tra le Arti. La nicchia, come riportato da Vasari, era stata inizialmente disegnata e scolpita da Donatello con l'aiuto di Michelozzo ed apparteneva alla Parte Guelfa. Anticamente vi era ospitata, fino al 1460 circa, la statua in bronzo dorato del San Ludovico di Tolosa di Donatello, poi spostata sulla facciata di Santa Croce e da qui nel Museo di Santa Croce.
Nel 1463 l'edicola fu acquistata dal Tribunale, che nel 1466 incaricò Verrocchio di realizzare un nuovo monumento. Nel 1468 un documento reca la decisione di creare due statue. Tra il 1473 e il 1476 il progetto venne elaborato definitivamente. Il tema era stato scelto poiché legato al ruolo giudiziale, che deve valutare e provare i fatti con le prove.
Il gruppo venne rimosso dal tabernacolo nel 1988 e sottoposto al restauro a cura dell'Opificio delle Pietre Dure nel 1992. Nello stesso periodo si approntò anche la copia da esporre all'esterno. Dopo essere stata esposta liberamente per alcuni anni, senza contorno, a causa della sua natura è stata poi inserita in strutture che simulano la nicchia e coprono il retro non-finito.

## Descrizione

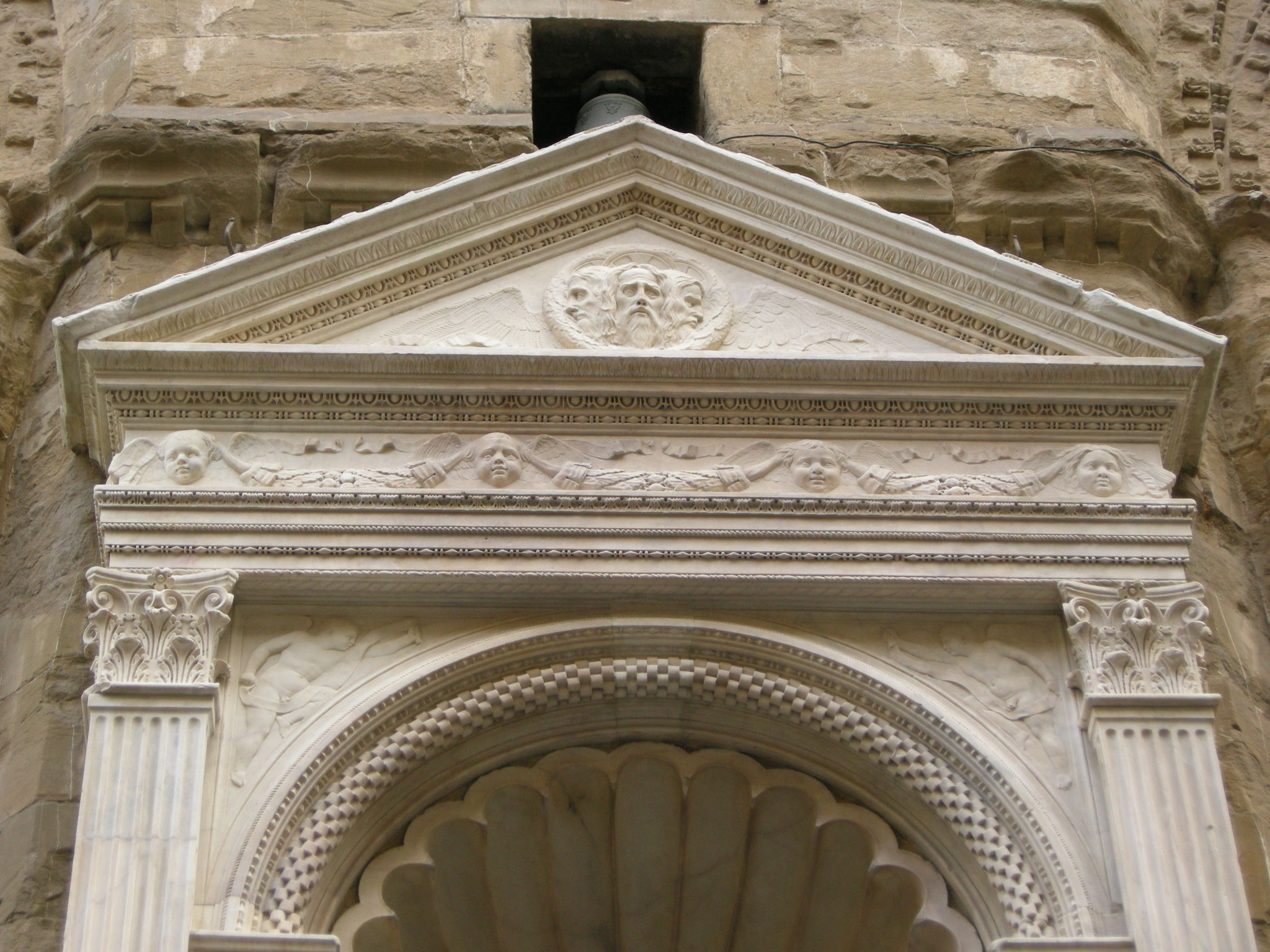
La parte superiore della nicchia

La struttura dell'edicola è tra quelle pienamente rinascimentali di Orsanmichele. Mancano gli archetti gotici e si trova invece una calotta ad arco a tutto sesto, decorata come la valva di una conchiglia e sorretta da due colonnine tortili con capitelli ionici; due paraste corinzie reggono un fregio di cherubini e festoni e un timpano dove, entro un medaglione di ghirlanda, è raffigurato a bassorilievo la Trinità. I pennacchi attorno all'arco sono decorati da rilievi di putti, che si ritrovano anche sulla base mentre, in volo, reggono un clipeo a ghirlanda; agli angoli della base si trovano due mascheroni, che imitano quelli che si possono vedere sui coperchi di alcuni sarcofagi romani.
Il gruppo di Cristo e San Tommaso mostra l'episodio evangelico (Giovanni 20, 24-29) in cui l'apostolo dubita del Cristo risorto e per questo viene invitato dal Redentore a toccare con mano la sua ferita nel costato. Innovativa è l'idea di rappresentare le figure sacre come in dialogo fra loro in una simulazione teatrale, con Cristo che è rappresentato mentre alza il braccio e discosta la veste per mostrare la ferita al discepolo, che guarda incredulo e fa per toccare.
Il gruppo venne ben presto ammirato per la felice scelta compositiva, per le espressioni dei protagonisti e per la perizia con il quale si era risolto il problema dell'angusto spazio della nicchia: San Tommaso è infatti posto un gradino sotto al Cristo, la sua gamba copre la base di una delle colonnine e il suo piede destro esce dalla nicchia, "bucando" lo spazio della rappresentazione. Il panneggio è pesante e cade come se fosse bagnato, secondo un tratto stilistico che venne ripreso anche dagli allievi Botticelli e Leonardo. 
Durante il restauro si è appurata l'eccellente esecuzione, con la padronanza della tecnica a cera persa che ha permesso un'unica gittata per ciascuna delle figure. Per evitare i difetti in fase di fusione, venne realizzato un alto spessore del metallo, che venne poi rifinito, cesellato e lucidato con una straordinaria cura.

## Galleria d'immagini

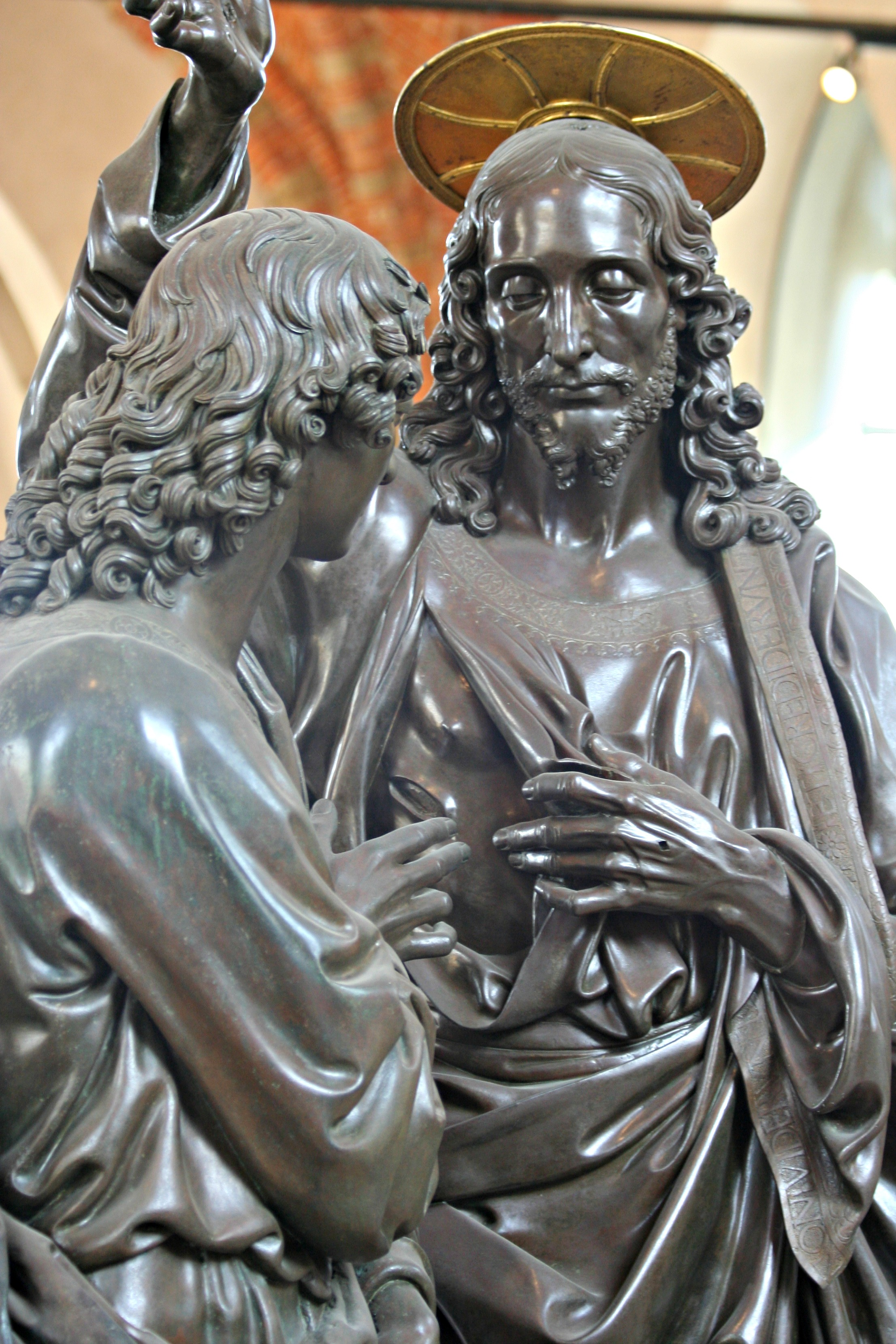
Dettaglio
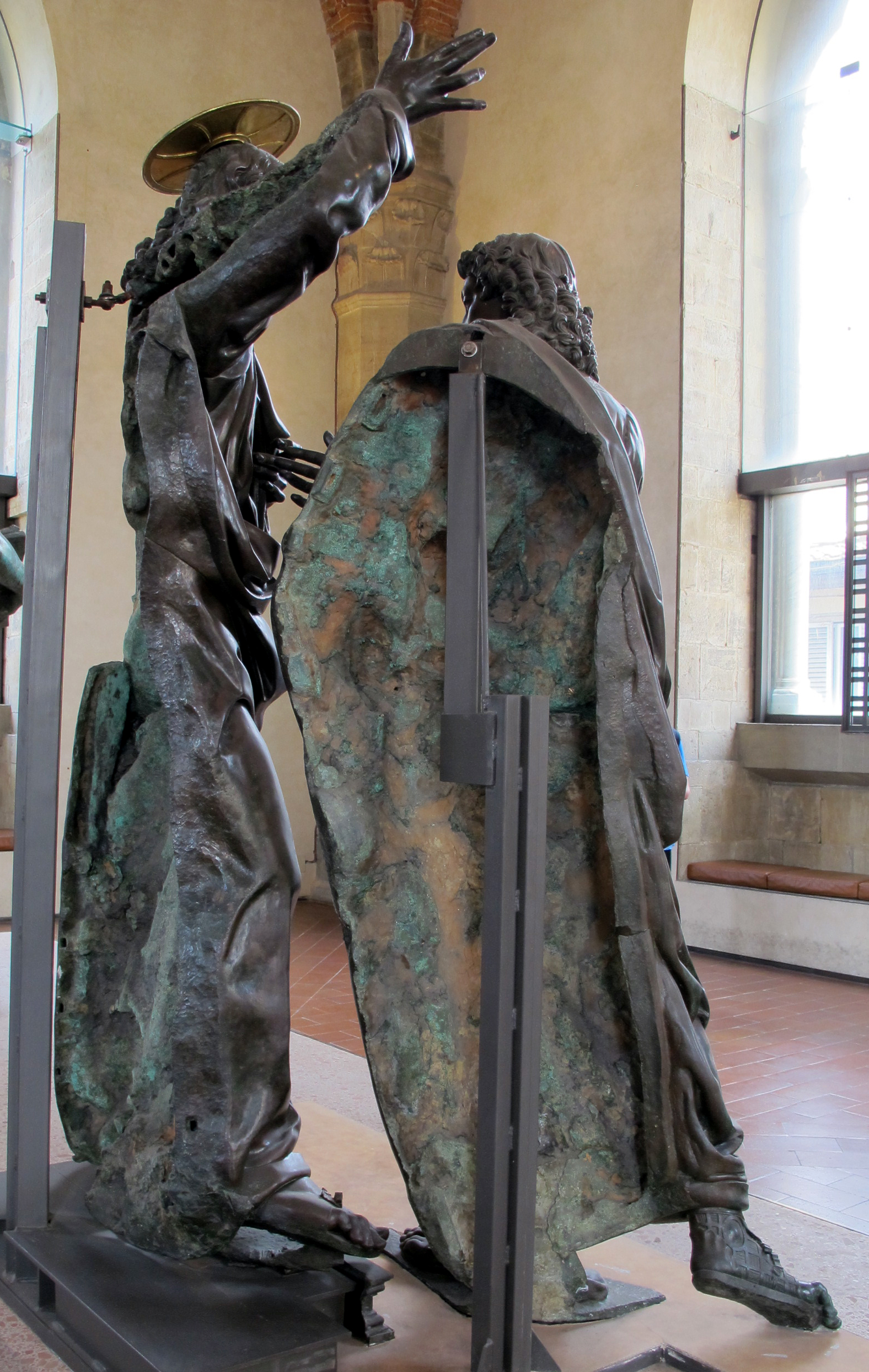
Il retro cavo
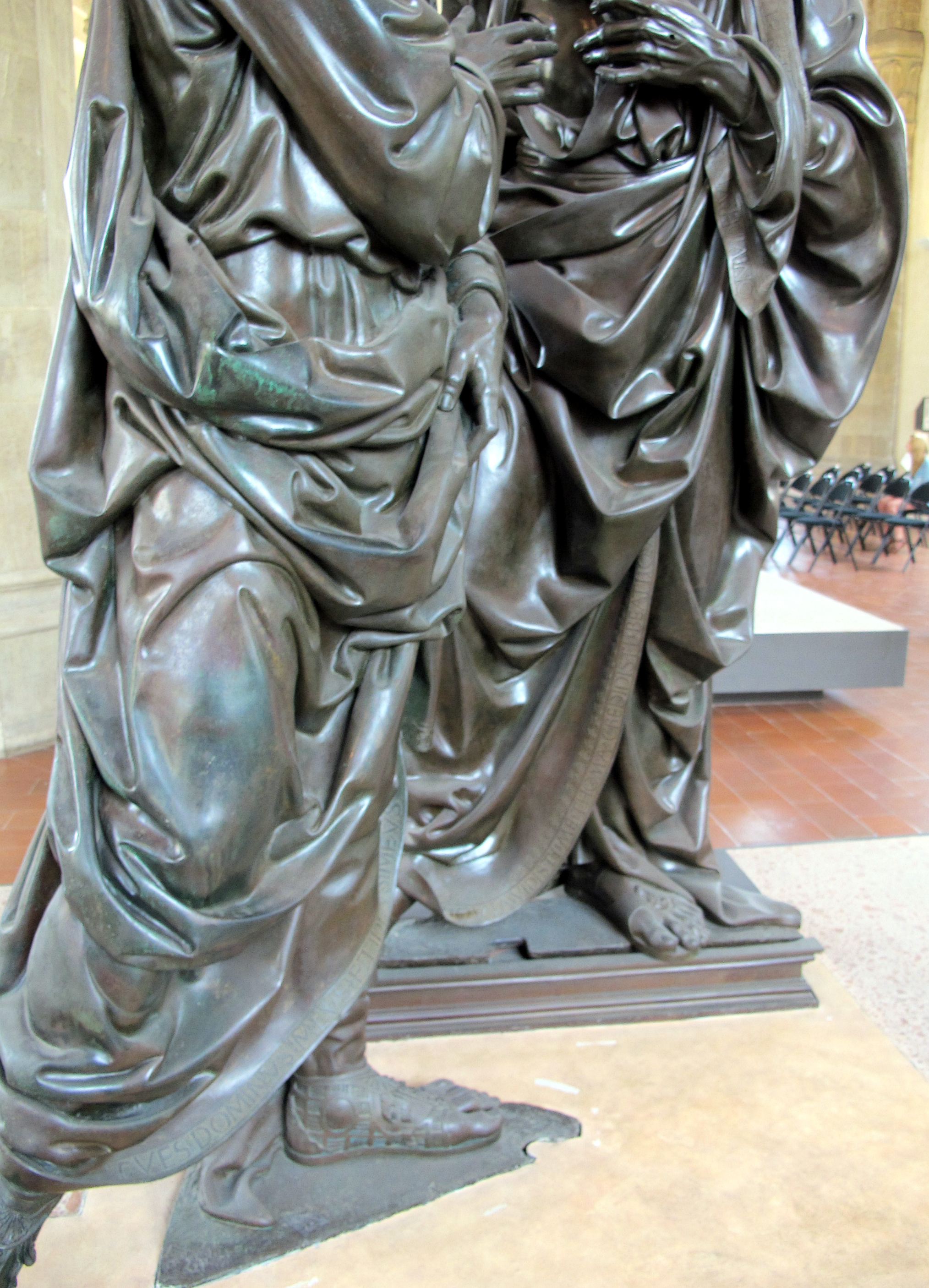
Il panneggio
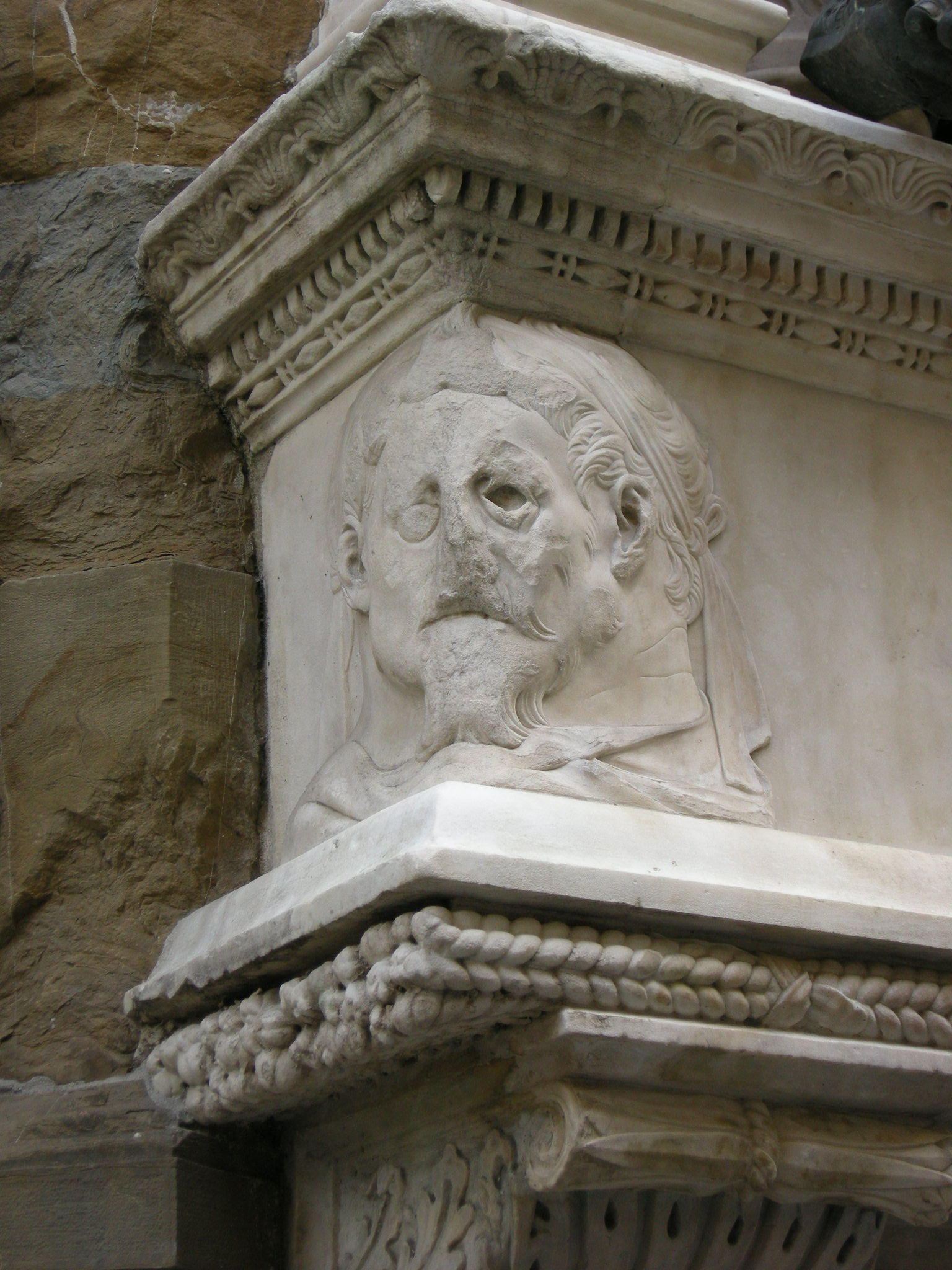
Mascherone
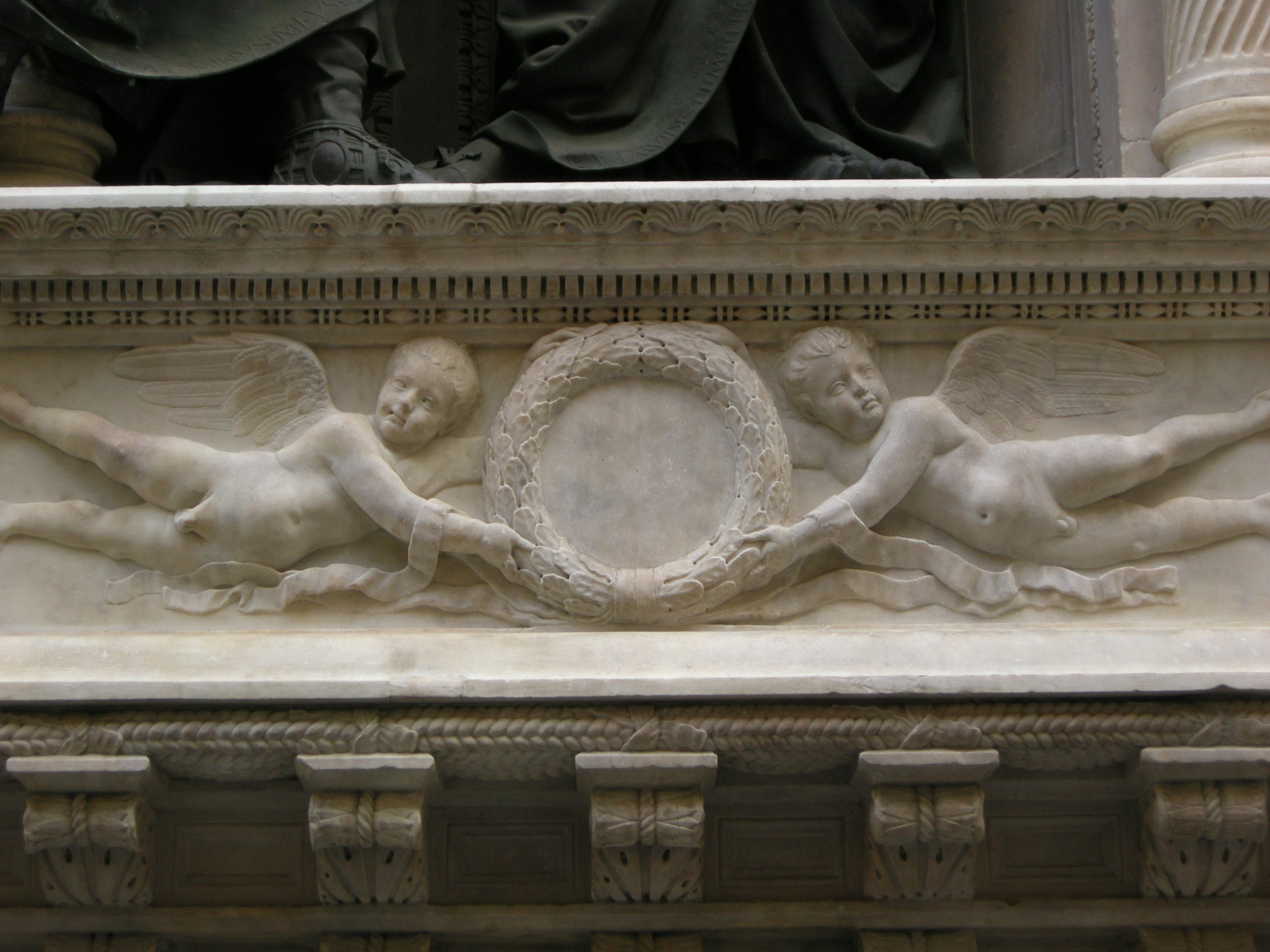
Putti
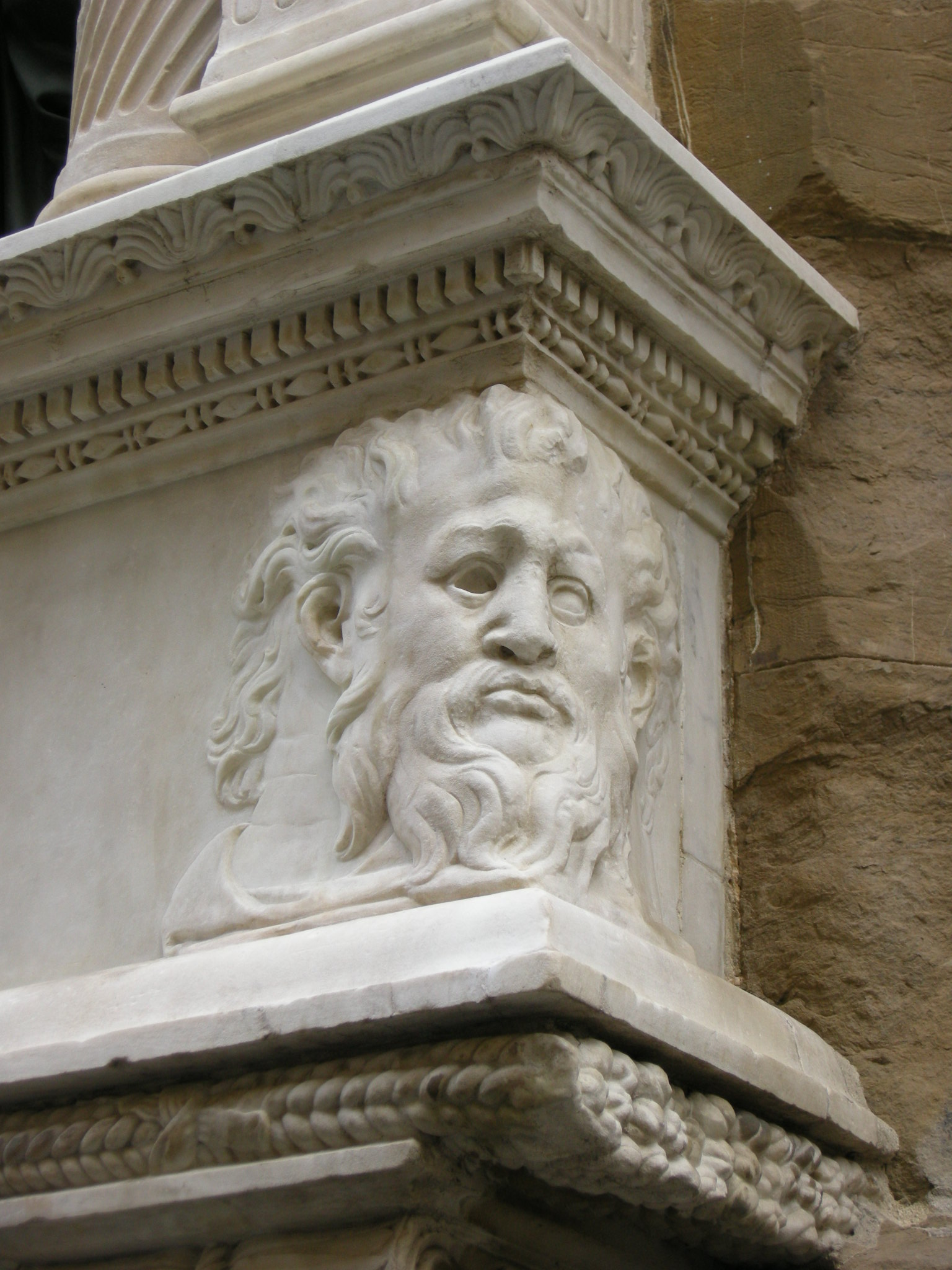
Mascherone